# Cyclaspis longicaudata
Cyclaspis longicaudata är en kräftdjursart som beskrevs av Sars 1865. Cyclaspis longicaudata ingår i släktet Cyclaspis och familjen Bodotriidae. Arten är reproducerande i Sverige. Inga underarter finns listade i Catalogue of Life.

## Bildgalleri

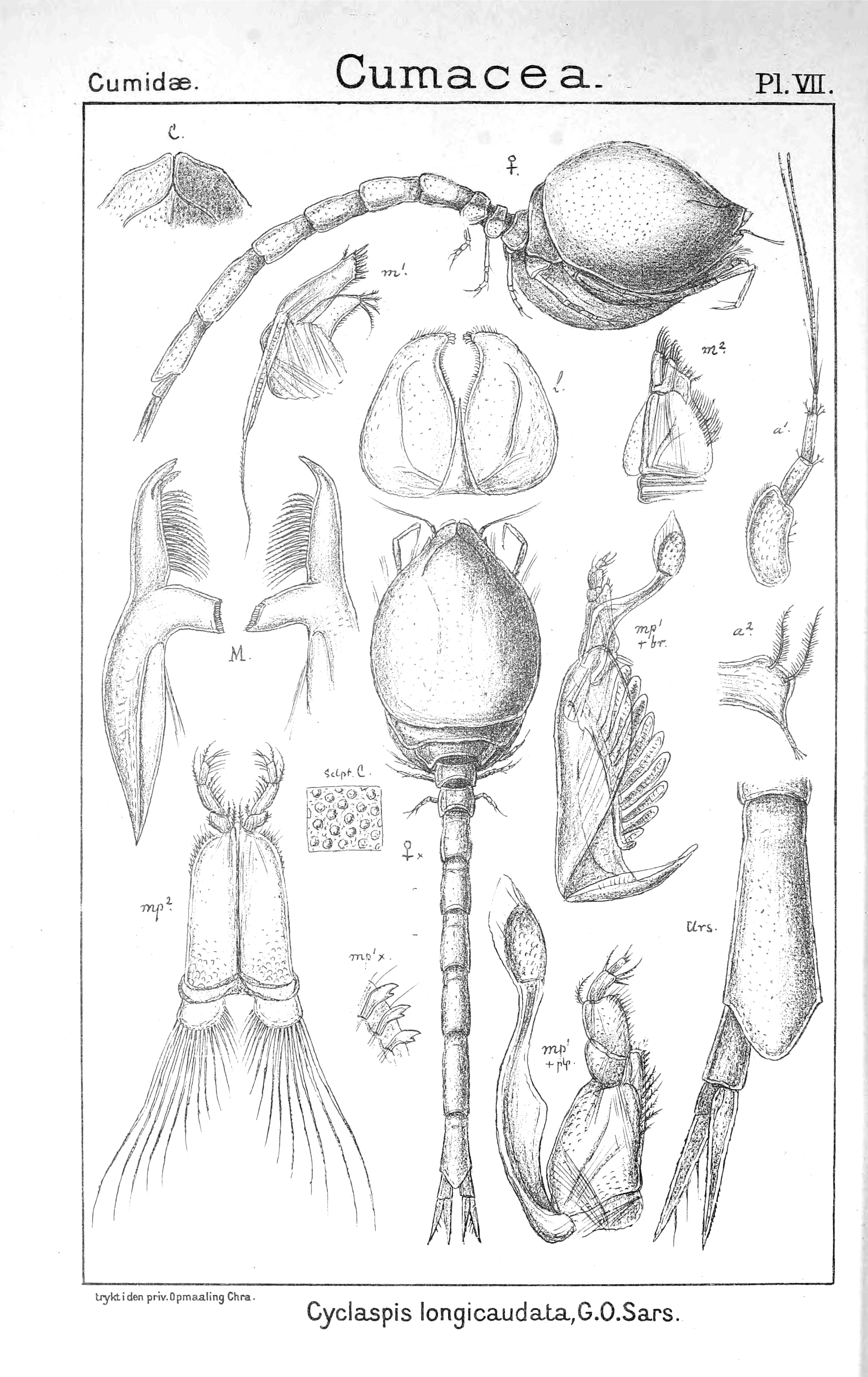
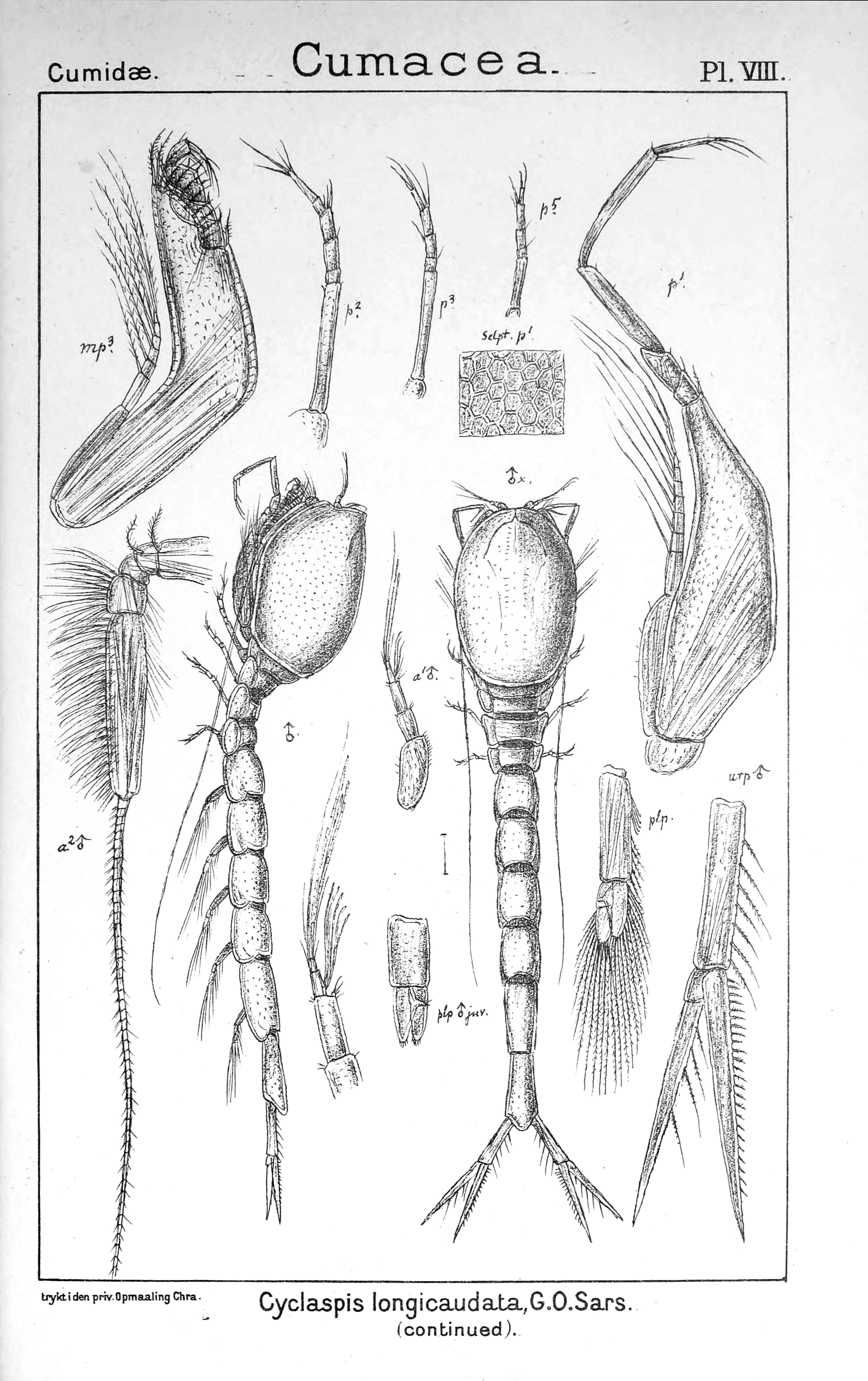